# Hessische Berufsakademie
Die Hessische Berufsakademie war eine private, staatlich anerkannte Berufsakademie in Hessen, die duale Studiengänge anbot. Die Abschlüsse der Bachelorstudiengänge der Hessischen Berufsakademie sind den Bachelorabschlüssen, die an den staatlichen Hochschulen des Landes erreicht werden können, gesetzlich gleichgestellt. Das laufende Studienangebot der Hessischen BA wurde zum Wintersemester 2019 in die FOM Hochschule überführt.

## Geschichte und Organisation
Die Hessische Berufsakademie gehörte zur gemeinnützigen Stiftung BildungsCentrum der Wirtschaft. Gegründet wurde die private Berufsakademie 1990 von Verbänden der Wirtschaft als Alternative zum Hochschulstudium in Frankfurt am Main. 2002 folgte die staatliche Anerkennung.
Duale Studiengänge für Abiturienten bzw. Fachabiturienten und Studiengänge für Berufstätige mit beruflicher Weiterbildung waren die Schwerpunkte der Hessischen Berufsakademie (BA). Mit ihrer praktischen Berufserfahrung und dem theoretischen Wissen aus den praxisorientierten Bachelor-Studiengängen stehen BA-Absolventen der Wirtschaft als Managernachwuchs zur Verfügung.
Das Kuratorium war ein übergeordnetes Gremium der Hessischen BA. Es wirkte an Entscheidungen über die Entwicklung der Berufsakademie und über alle sie betreffenden Fragen von grundsätzlicher Bedeutung mit. Mitglieder des Kuratoriums waren Vertreterinnen oder Vertreter der zuständigen Industrie- und Handelskammer, der Arbeitgeber und der Arbeitnehmerorganisationen, der an der Ausbildung beteiligten Betriebe, der an der Berufsakademie tätigen Lehrkräfte und der Studierenden.
Der Akademierat regelte alle grundlegenden organisatorischen und inhaltlichen Fragen des Studiums an der Berufsakademie. Er trat regelmäßig, mindestens jedoch einmal jährlich zusammen. Mitglieder des Akademierates waren die Studienleiter/-in der Studienorte, Leiter/-in der Akademieverwaltung, Vertreter/-in der Lehrbeauftragten je Studienort, Vertreter/-in der Betriebe je Studienort sowie Vertreter/-in der Studierenden je Studiengang.
Die Studienleitung wurde durch Andreas Goldschmidt und Thomas Bürkle ausgeübt.

## Studiengänge
Das Bachelor-Studium an der Hessischen Berufsakademie umfasste sechs Semester inklusive Bachelor-Thesis (schriftliche Abschlussarbeit) und Kolloquium (mündliche Prüfung). Das Bachelor-Ingenieur-Studium (B.Eng.) in den Fachbereichen Mechatronik, Elektrotechnik und Maschinenbau umfasste sieben Semester inklusive Bachelor-Thesis (schriftlicher Abschlussarbeit) und das Kolloquium (mündliche Prüfung). Es wurden die Fachrichtungen Business Administration, Handel, Logistik, Wirtschaftsinformatik mit dem Abschluss B.A. sowie Mechatronik, Elektronik und Maschinenbau mit dem Abschluss B.Eng. angeboten.
Die Bachelor-Abschlüsse der Hessischen Berufsakademie sind hochschulrechtlich in nahezu allen Bundesländern gleichrangig mit Bachelor-Abschlüssen von anderen Hochschulen/Fachhochschulen oder Universitäten. BA-Absolventen sind daher in den meisten Fällen zu einem aufbauenden Master-Studium und einer späteren Promotion berechtigt.